# Fujifilm-Finepix-A-Reihe

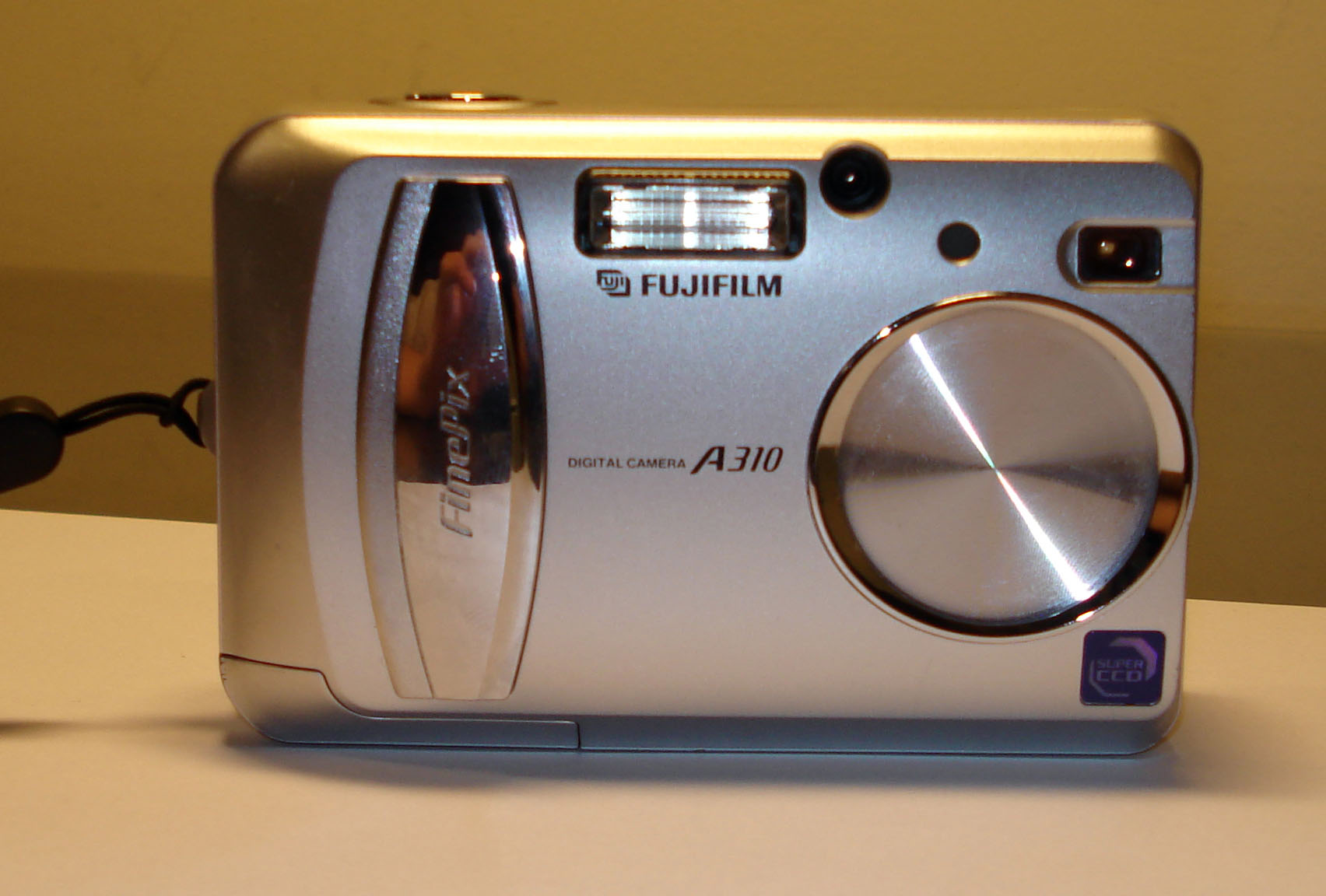
Modell A 310 aus dem Jahr 2003

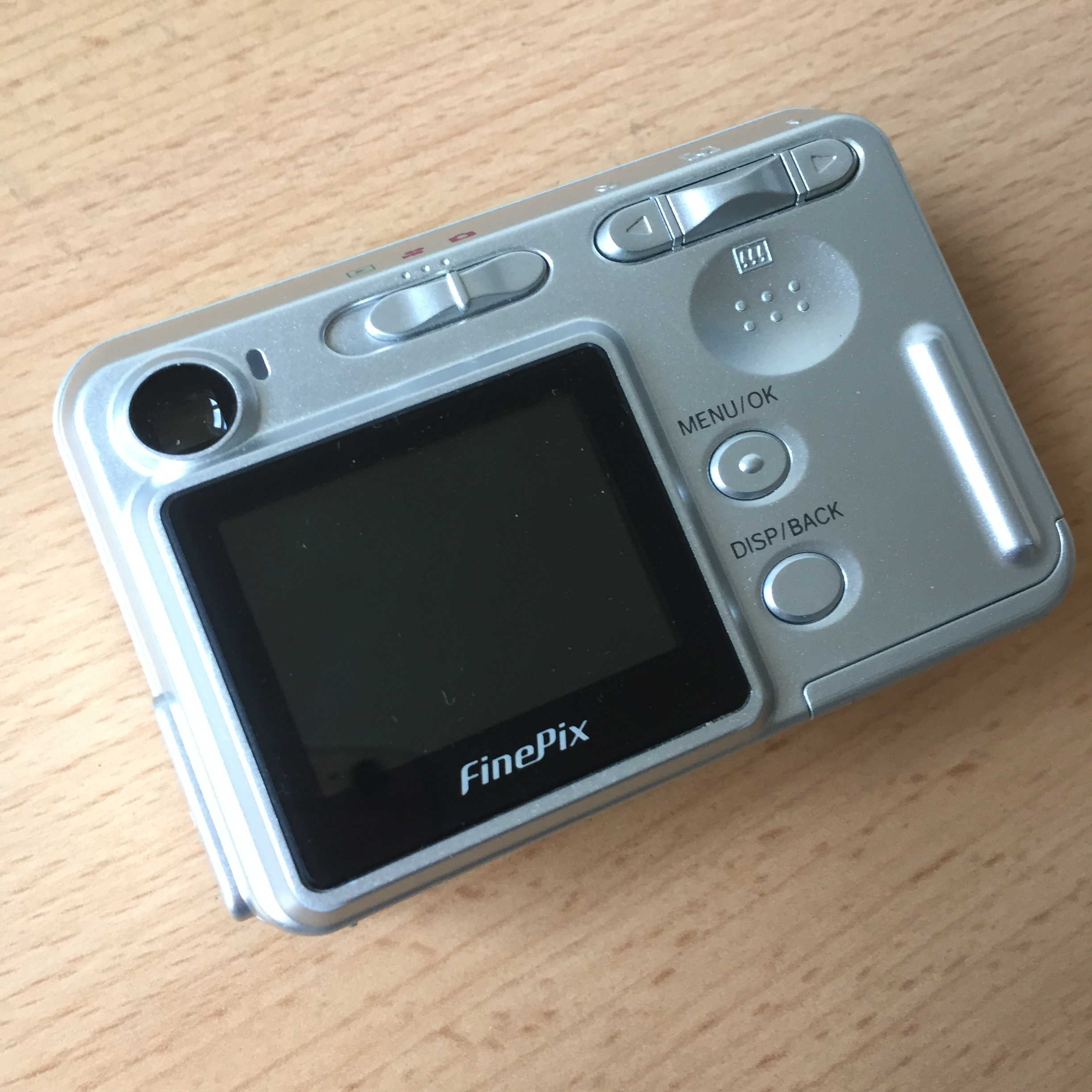
Modell A 345 Rückansicht

Die Fujifilm-Finepix-A-Reihe ist eine Serie von kompakten, einfach ausgestatteten Digitalkameras.
Die erste Kamera aus dieser Reihe war die 2001 eingeführte A 101 mit einem 1,3-Megapixel-CCD-Sensor, die kein Zoomobjektiv besaß. Im Jahr 2008 teilte der Hersteller die A-Serie in AX-Modelle mit größerem und AV-Modelle mit kleinerem Zoomfaktor auf.
Alle Geräte der A-Reihe werden mit normalen AA-Batterien betrieben. Während die Bild- und Videodateien anfangs auf SmartMedia-Karten gespeichert wurden, kamen später xD-Picture Cards und SD Memory Cards zum Einsatz.